# Acordos de Paz de Paris de 1991
Os Acordos de Paz de Paris foram assinados em 23 de outubro de 1991 com o objetivo de acabar com a guerra civil entre as forças do governo do Camboja, de um lado e o Khmer Vermelho (Kampuchea Democrático) e outras facções da Resistência Nacional do Camboja, de outro lado. Esta guerra civil começou com a invasão vietnamita em 1979. O acordo permitiu a criação de uma Autoridade Transitória das Nações Unidas para preparar uma nova constituição e o retorno da monarquia no Camboja e levou à implantação da primeira missão de manutenção da paz (UNTAC) do pós-Guerra Fria e a primeira ocasião na história em que a ONU assumiu o cargo de governo de um estado. Estes acordos foram assinados por representantes de 19 países:
- Príncipe Norodom Sihanouk, presidente do Conselho Nacional Supremo;
- Representantes da República Popular do Kampuchea: Hun Sen, Dith Munty, Sin Sen, Tea Banh, Hor Namhong, Im Chhun Lim;
- Representantes do Khmer Vermelho: Khieu Samphan, Son Sen;
- Representantes da Frente Nacional de Libertação do Povo Khmer: Son Sann, Ieng Mouly;
- Funcinpec: Príncipe Norodom Ranariddh.

Os Acordos de Paz de Paris eram compostos pelas seguintes convenções e tratados:
- A Ata Final da Conferência de Paris sobre o Camboja;
- Acordo sobre a solução política do conflito do Camboja;
- Acordo Relativo à Soberania, Integridade Territorial e Inviolabilidade, Neutralidade e Unidade Nacional do Camboja;
- Declaração sobre a reabilitação e reconstrução do Camboja.[3]